# مات ويلسون (موسيقي)
مات ويلسون (بالإنجليزية: Matt Wilson)‏ هو موسيقي وطبال أمريكي، ولد في 27 سبتمبر 1964 في كنوكسفيل في الولايات المتحدة.

## وصلات خارجية
- مات ويلسون على موقع ميوزك برينز (الإنجليزية)
- مات ويلسون على موقع أول ميوزيك (الإنجليزية)
- مات ويلسون على موقع ديسكوغز (الإنجليزية)